# Osm a půl
Osm a půl (též 8½, v italském originále 8½, tj. Otto e mezzo) je italské existenciální filmové komediální drama z roku 1963 režiséra Federica Felliniho. Snímek získal Oscara za nejlepší cizojazyčný film a Oscara za nejlepší kostýmy, také byl vyznamenán hlavní cenou na Mezinárodním filmovém festivalu v Moskvě.